# Renault Caravelle
Renault Caravelle (до конца 1962 года за пределами североамериканского рынка — Renault Floride) — французский малолитражный заднемоторный автомобиль с кузовами «купе» и «кабриолет», серийно выпускавшийся заводом Brissonneau et Lutz в коммуне Criel с 1959 по 1968 год. Базовая модель — изначально Renault Dauphine, позднее — Renault 8.

## История создания
В пятидесятые годы наиболее выгодным для производителей легковых автомобилей был рынок Северной Америки. Так как крупные местные корпорации в течение длительного времени игнорировали сегмент компактных и недорогих автомобилей как малодоходный, это создавало свободную нишу, в которой европейские фирмы могли получить хорошие по своим меркам прибыли. Так, западногерманский Volkswagen представил в Северной Америке свою модель «1200», более известную как Volkswagen Käfer, и достиг большого успеха. Его примеру последовали другие европейские автомобилестроительные фирмы, в том числе — и Renault.
В те годы американская публика была очень увлечена спортивными автомобилями — сказывалось влияние таких моделей, как английские MG T-type, которые в больших количествах попали в Штаты после Второй мировой войны вместе с возвращающимися из Европы домой солдатами. Американские производители увидели это, и представили собственные спортивные модели — Chevrolet Corvette и Ford Thunderbird, Nash-Healey и Kaiser Darrin. Тем не менее, это всё же были достаточно крупные и — главное — дорогие автомобили, построенные на агрегатах больших американских седанов.
Volkswagen же в сотрудничестве с кузовными ателье «Karmann» и «Ghia» разработал и в 1955 году представил публике первый массовый спортивный автомобиль, построенный на агрегатах Käfer — Volkswagen Karmann Ghia. Это был дешёвый в производстве автомобиль с кузовами «купе» и «кабриолет» вместимостью «2+2», спортивным внешним видом и 34-сильным двигателем от Käfer. Машина быстро стала бестселлером и установила стандарт нового типа автомобилей, доступных спорткупе на базе серийных малолитражных моделей. Её появление дало Volkswagen освоить новый рынок сбыта — молодёжь и покупателя, мечтающего о спортивном автомобиле, но не имеющего на него лишних денег, а также — подстегнуло продажи базовой модели Käfer за счёт создания эффекта гало вокруг имиджа фирмы.
Фирма Renault, основной конкурент Volkswagen на американском рынке малолитражек, была обеспокоена таким развитием событий, поскольку оно угрожало продажам её собственной новой малолитражной модели, Renault Dauphine, и приступила к разработке своего аналога Karmann Ghia.
В 1956 году представители высшего руководства Renault — Пьер Дрейфус и Фернан Пикар — посетили американские представительства компании с целью «из первых рук» узнать о специфике местных требований и выработать шаги по увеличению доли Renault на североамериканском рынке. Американские дилеры Renault видели наиболее перспективным вариантом небольшой кабриолет на шасси серийного Renault Dauphine с ярким дизайном, который имел бы, по их мнению, неплохой рыночный потенциал, особенно среди женщин.
По легенде, концепция нового автомобиля родилась в беседе Дрейфуса и Пикара во время званого ужина в резиденции губернатора штата Флорида, в честь чего модель впоследствии была названа Renault Floride. На раннем этапе проектирования, автомобиль был известен под обозначением Project R-1092.
Для разработки внешнего вида Дрейфус обратился на итальянскую фирму Ghia, уже имевшую опыт в разработке таких машин, и, кроме того, имевшую давние связи с американскими автостроителями и умеющую учесть специфику североамериканского рынка. Президент Ghia Луиджи Сегре, в свою очередь, привлёк известного ему молодого американского дизайнера Вирджила Экснера-Младшего, сына руководителя отдела дизайна компании Chrysler Вирджила Экснера-Старшего. Тот на основе геометрии шасси Renault Dauphine выполнил первые поисковые эскизы, которые получили «добро» у руководства Renault, и в самом конце 1957 года разработал привлекательный внешне кузов, объединяющий характерные черты итальянской дизайнерской школы с элементами в духе американского стиля тех лет.
Впоследствии, главный дизайнер Ghia Джовани Савонуци (Giovanni Savonuzzi) на основе его чертежей построил полноразмерную скульптурную модель будущего автомобиля из глины. Руководство Renault утвердило этот дизайн и заказало ходовой прототип. Однако, ателье Ghia было связано контрактными обязательствами с Volkswagen, и строительство прототипа ему пришлось передать ассоциированной с Ghia дизайн-студии Пьетро Фруа (Pietro Frua).
Первые два прототипа были готовы весной 1958 года, однако, не получив оплаты своей работы вовремя, Фруа выставил их на Женевском автосалоне под названием Dauphine GT, в надежде впоследствии продать дизайн сторонней компании. Это вызвало недовольство со стороны Renault, и на Парижском автосалоне того же года прототипы уже выставлялись на стенде Renault под обозначением Floride. Автомобиль ждал тёплый приём — после автосалона фирме поступило около 8 тысяч заказов на новую модель.
В начале 1959 года машина была представлена американской публике на Нью-Йоркском международном автошоу как Renault Caravelle. Название американской версии, вероятно, было присвоено модели в честь новейшего, по тем временам, французского реактивного лайнера Sud Aviation Caravelle. Машину и здесь ожидал большой успех, а также более 13 тысяч заказов от потенциальных покупателей.
Такой публичный успех привёл к значительному увеличению планируемого выпуска автомобиля — если ранее планировалось собирать около 30 машин в день, то теперь планка была поднята до 200. Для этого были смонтированы отдельные производственные линии на кузовостроительном предприятии Brissonneau et Lutz в коммуне Criel, к северу от Парижа. Кузовные панели и детали передней подвески поставляла фирма Chausson. «Рено» производил только двигатели и другие детали шасси.

## Описание
Кузов от итальянского ателье Carrozzeria Ghia был для тех лет весьма современен, но вся механическая часть, в том числе расположенный сзади силовой агрегат и силовая структура днища, были позаимствованы у устаревшего Renault Dauphine. Дизайн несколько портили излишне крупные для автомобиля 15-дюймовые колёса базовой модели.
Двигатель восходил к разработкам второй половины сороковых годов и представлял собой рядный четырёхцилиндровый бензиновый мотор с жидкостным охлаждением и клапанным механизмом OHV. Рабочий объём на ранних выпусках составлял всего 845 см³, а мощность — 36 л.с. Поэтому, при псевдоспортивном внешнем виде, «Каравелла» была достаточно медлительна, и пресса тех лет окрестила ей «овцой в волчьей шкуре». Официальная модифицированная версия от Amedee Gordini развивала 40 л.с. Управляемость автомобиля на скорости мало отличалась от базовой модели и описывалась как «неважная».
В 1962 году появился новый 956-кубовый двигатель от Renault 8 в 44 л.с., а в 1963 стала доступна его версия рабочим объёмом 1108 см³, которая уже развивала 52 л.с. Оригинальной была передняя подвеска автомобиля типа «Aerostable», в которой помимо пружин использовались в качестве дополнительных упругих элементов резиновые блоки, работающие на скручивание. Позднее, дизайнеры английской фирмы MG признавали, что оформление кузова, а особенно — передней части во многом стало прообразом для дизайна MG MGB.

## Модернизация
В 1963 году была запущено второе поколение модели — R-1133, которое на всех рынках обозначалась как Caravelle (точнее, это название стало использоваться повсеместно незадолго до его появления, в конце 1962 года). Базовой моделью был уже не Dauphine, а новый Renault 8. Дизайн был заказан Пьетро Фруа, и незначительно отличался от оригинальной Floride.
С этим автомобилем был связан скандал, так как Фруа присвоил себе авторские права на дизайн этой модели, которая была не более чем фейс-лифтингом Renault Floride. Ghia оспорила это в суде и выиграла иск, но до сих пор во многих источниках Пьетро Фруа указан в качестве автора дизайна Renault Caravelle.
В 1962 году производилась (а продавалась и в 1963) «переходная» модель — Floride S, с двигателем «Sierra» и изменёнными боковыми воздухозаборниками, но в старом кузове Floride.

## Модификации
Floride: двигатель «Ventoux»; трёхступенчатая коробка передач, четырёхступенчатая с несинхронизированной первой передачей — как опция; шестивольтовая электрика; все тормоза барабанные. В Северной Америке и других англоязычных рынках продавалась как Caravelle, чтобы избежать нежелательных ассоциаций с зубной пастой с содержанием фторидов (англ. Fluoride) и — у жителей остальных штатов — со штатом Флорида. Кузова — двухдверный кабриолет, как опция предлагается съёмный жёсткий верх, и купе-хардтоп, оба вместимостью «2+2».
Floride S: предлагалась в 1962 и частично 1963 модельных годах. Переходная версия. Двигатель «Sierra» увеличенного рабочего объёма — 956 см³, с соответствующими изменениями в моторном отсеке — в частности, переносом радиатора за двигатель (до этого был за задним сидением) и сглаженными воздухозаборниками; четырёхступенчатая коробка передач с несинхронизированной первой передачей в стандарте; дисковые тормоза на все колёса; двенадцативольтовая электрика. Официально Floride S продавалась только в кузове «кабриолет», но по заказу было построено и несколько купе.
Caravelle : с конца 1962 года все модели на всех рынках продаются под единым обозначением Caravelle. Изменилась базовая модель — теперь это Renault 8, внесены соответствующие изменения в конструкцию. Изменено оформление передка; новая крыша купе с плоской панелью, для большего пространства над задним сидением вместо покатой крыши Floride; новый интерьер; надпись Caravelle на передней панели кузова; двигатель «Sierra» рабочего объёма 956 см³.
Caravelle 1100: 1963-64 годы. Двигатель «Sierra» объёмом 1108 см³ с карбюратором Solex с автоматическим «подсосом» и новым генератором; медный расширительный бачок системы охлаждения в правом заднем крыле; четырёхступенчатая коробка передач с синхронизаторами на всех передачах переднего хода; расширен ассортимент цветов кузова.
Caravelle 1100S: выпускалась с 1965 года. Эмблема Renault в виде ромба на передней панели кузова и вместо обозначения «1100» на капоте двигателя; двухкамерный карбюратор Weber (с 1966 года); стеклянный расширительный бачок системы охлаждения сбоку от радиатора; новая комбинация приборов с круглыми шкалами и тахометром, а также новое рулевое колесо (с 1967 года).

## Галерея изображений

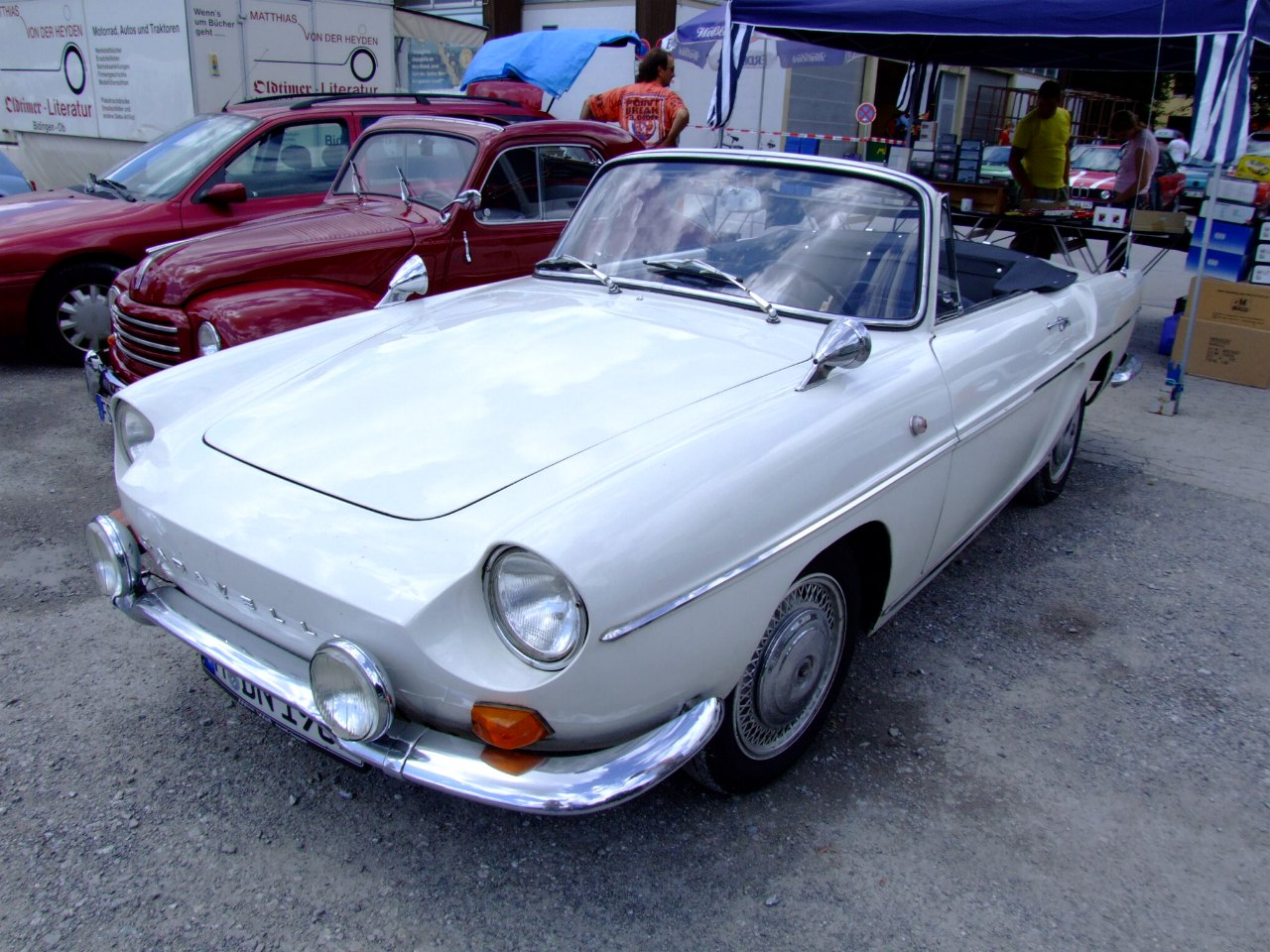
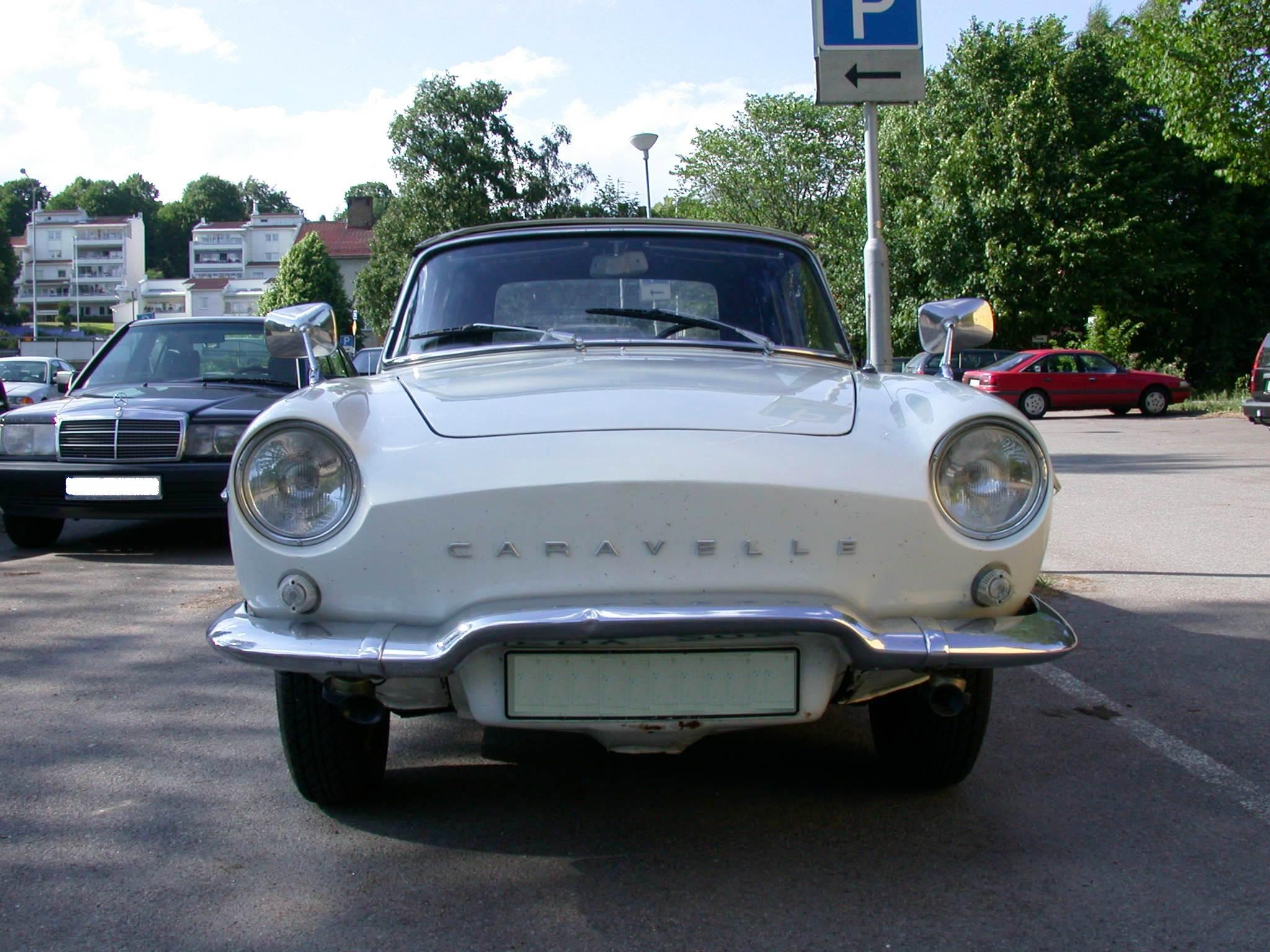
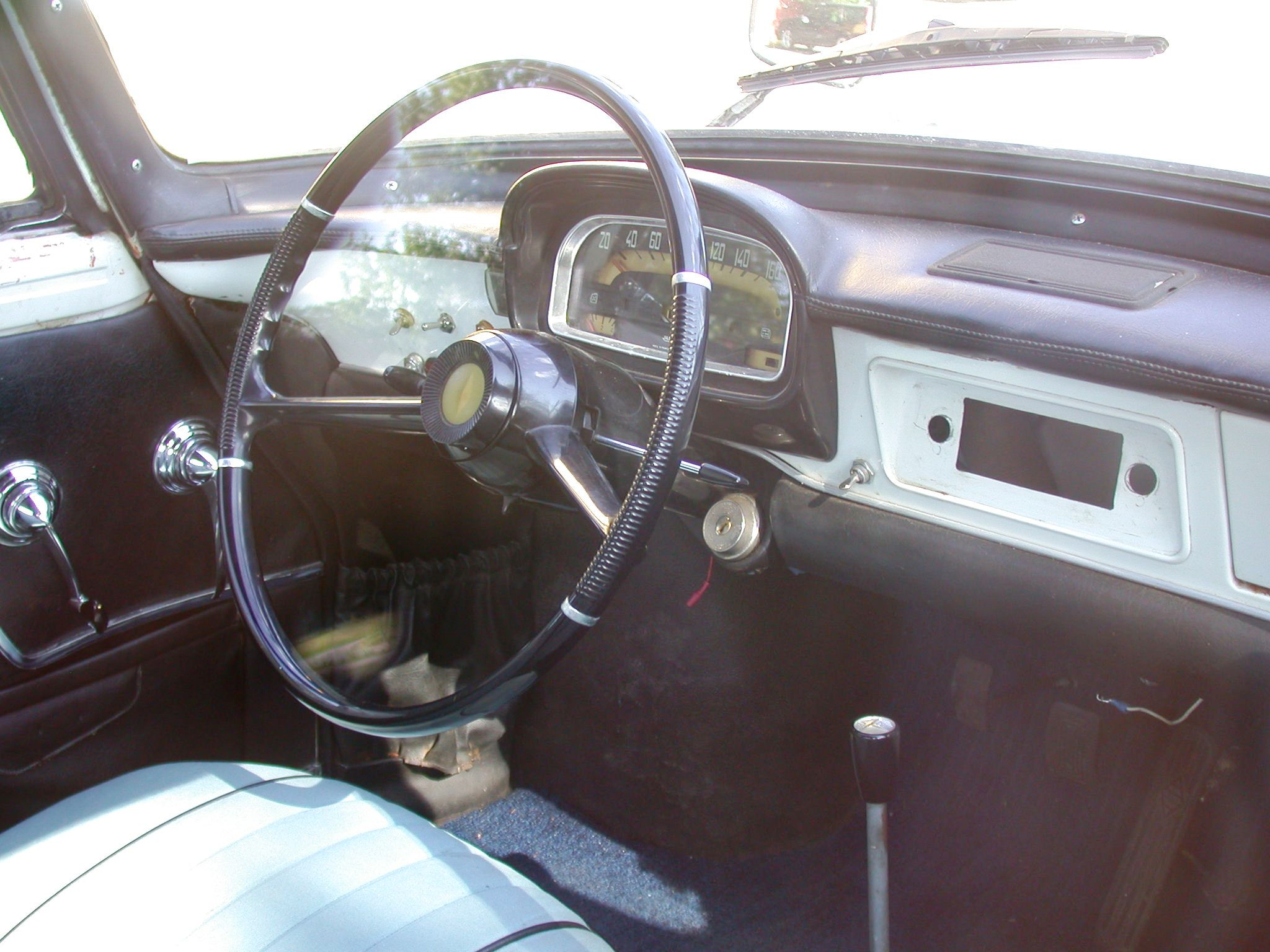
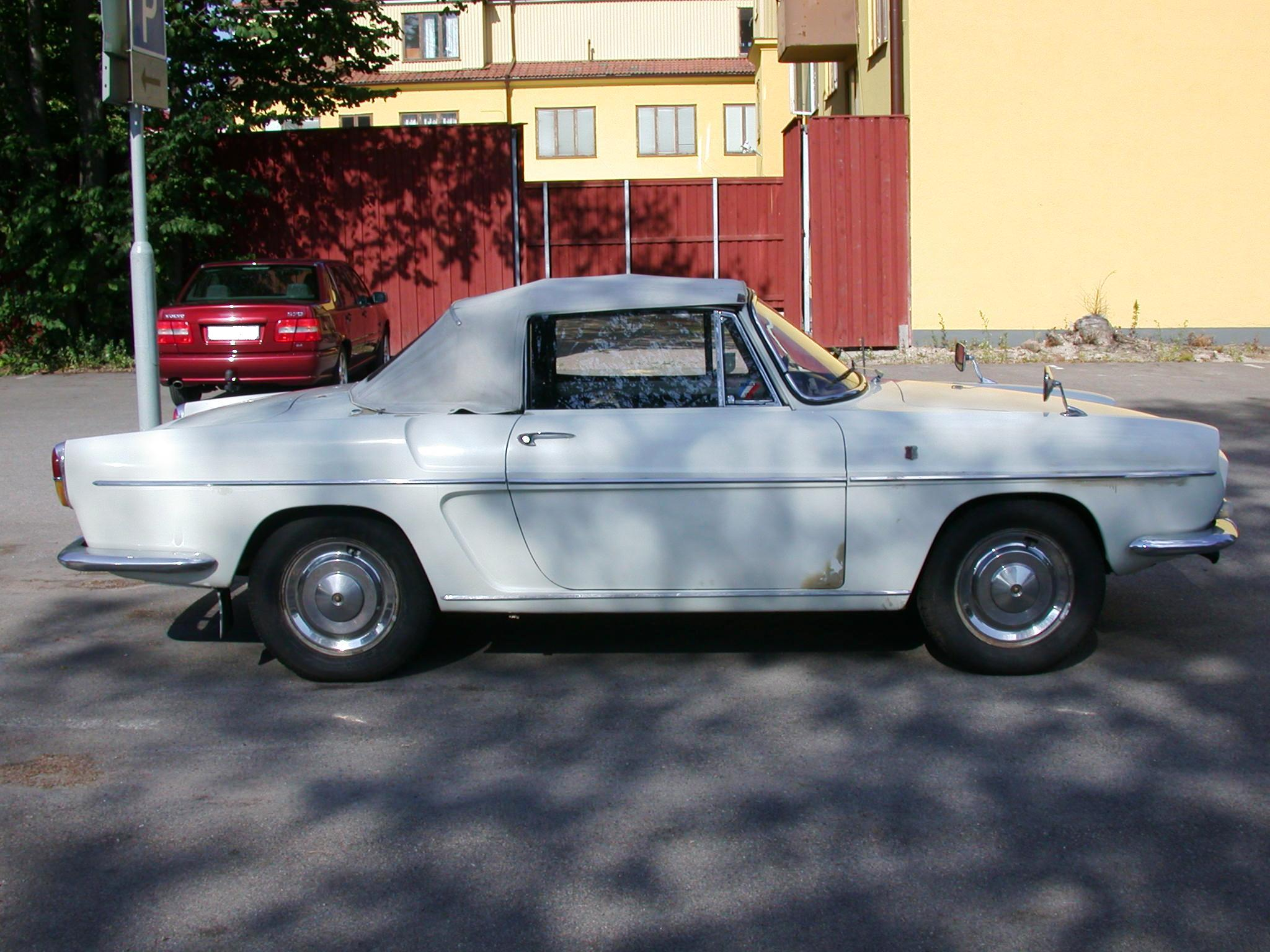
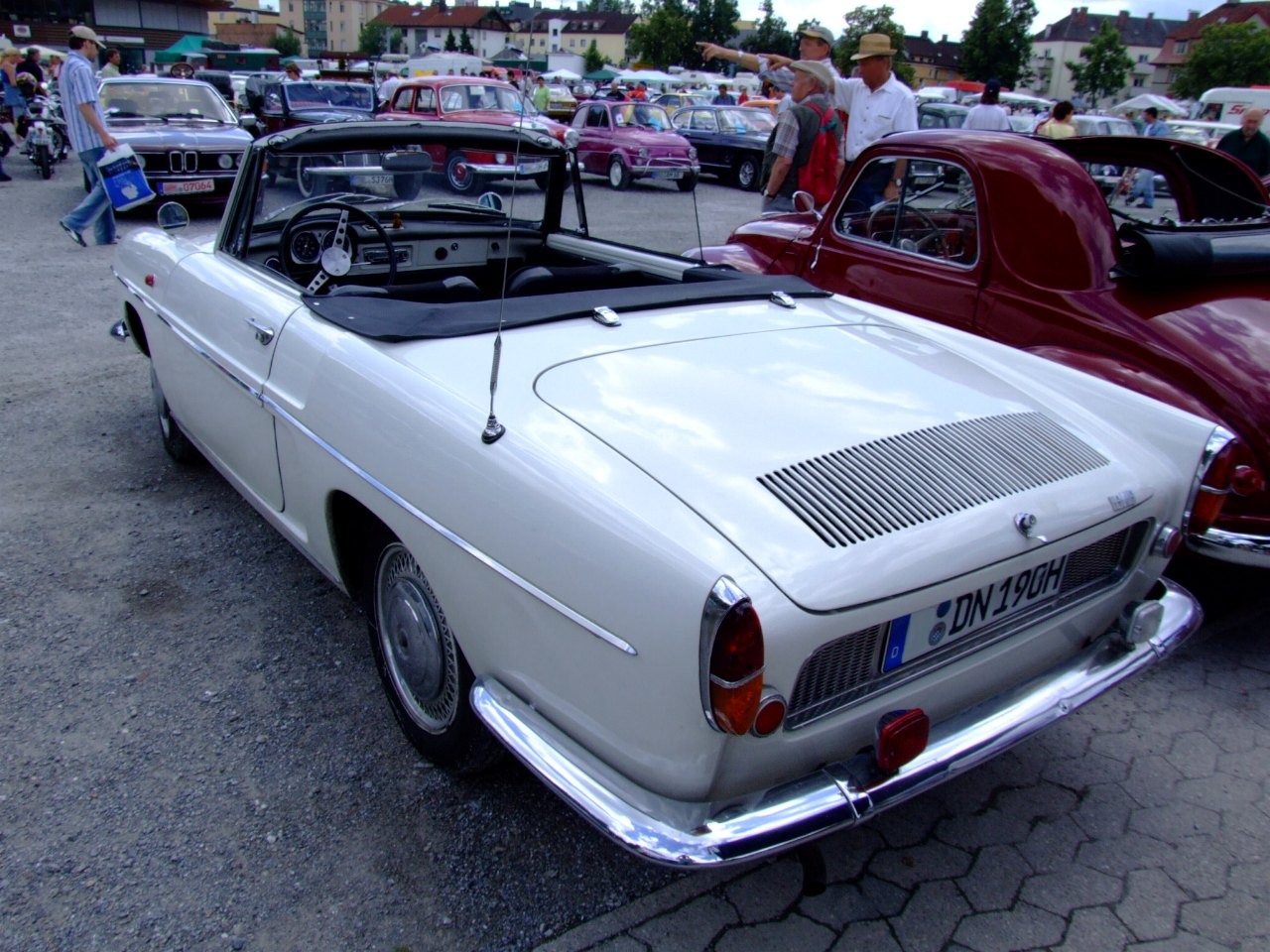
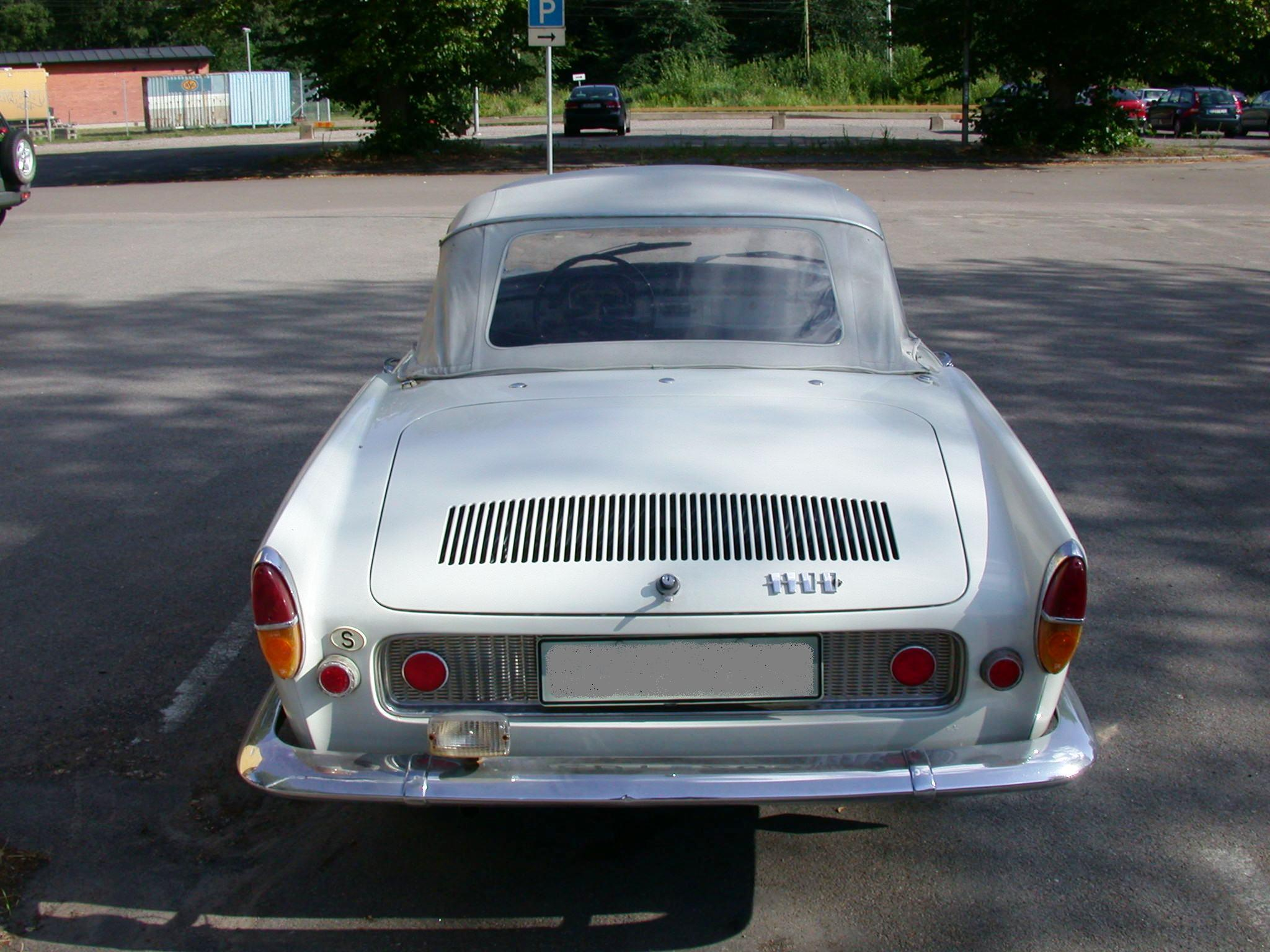
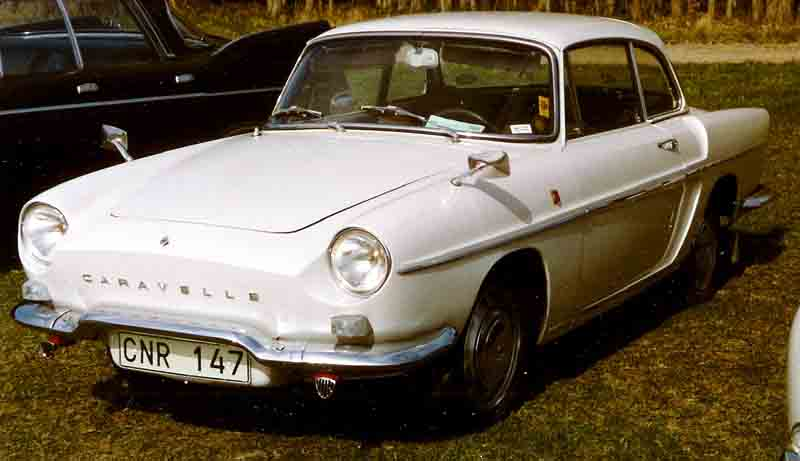

## Технические данные
| Renault Floride/Caravelle:               | 1961 | 1963/64                                                      | 1967/68                                                      |
| Силовой агрегат:                         | Четырёхцилиндровый, четырёхтактный, рядный, расположен сзади                                                  | Четырёхцилиндровый, четырёхтактный, рядный, расположен сзади | Четырёхцилиндровый, четырёхтактный, рядный, расположен сзади |
| Рабочий объём:                           | 851 см³ | 956 см³                                                      | 1100 см³                                                     |
| Диаметр цилиндра x ход поршня:           | - | 65 x 72 мм                                                   | 70 x 72 мм                                                   |
| Макс. мощность, при обор. в мин.:        | 26 кВ (36 л.с.) при 5000                                                                                      | 32 кВ (44 л.с.) при 5500                                     | 38 кВ (52 л.с.) при 5400                                     |
| Макс. крутящий момент, при обор. в мин.: | 58 Н*м при 3300                                                                                               | 68 Н*м при 3500                                              | 77 Н*м при 3300                                              |
| Степень сжатия:                          | 8 : 1 | 9,5 : 1                                                      | 8,5 : 1                                                      |
| Клапанной механизм:                      | Нижневальный, верхнеклапанный (тип OHV)                                                                       | Нижневальный, верхнеклапанный (тип OHV)                      | Нижневальный, верхнеклапанный (тип OHV)                      |
| Система охлаждения:                      | Жидкостная | Жидкостная                                                   | Жидкостная                                                   |
| Трансмиссия:                             | 3-ступ. мех., синхр. на II—III передачах — в стандарте; 4-ступ. мех., синхр. на II—IV передачах — опционально | 4-ступ. мех., синхр. на II—IV передачах;                     | 4-ступ. мех., синхр. на всех передачах переднего хода;       |
| Передняя подвеска:                       | Независимая, четырёхрычажная                                                                                  | Независимая, четырёхрычажная                                 | Независимая, четырёхрычажная                                 |
| Задняя подвеска:                         | Качающиеся полуоси                                                                                            | Качающиеся полуоси                                           | Качающиеся полуоси                                           |
| Тип кузова:                              | Цельнометаллический, несущий                                                                                  | Цельнометаллический, несущий                                 | Цельнометаллический, несущий                                 |
| Колея колёс передних/задних:             | 1250/1220 мм                                                                                                  | 1256/1226 мм                                                 | 1256/1226 мм                                                 |
| Колёсная база:                           | 2270 мм | 2270 мм                                                      | 2270 мм                                                      |
| Рзмер шин:                               | 5.50-15" | 145/15"                                                      | 135 SR 15"                                                   |
| Габариты Д x Ш x В:                      | 4260 x 1570 x 1310 мм                                                                                         | 4260 x 1574 x 1315 мм                                        | 4260 x 1578 x 1350 мм                                        |
| Снаряжённая масса:                       | 780 кг | 790 кг                                                       | 800 кг                                                       |
| Макс. скорость:                          | 130 км/ч | 135 км/ч                                                     | 145 км/ч                                                     |

## В культуре
Белый Renault Caravelle раннего выпуска в кузове «купе» можно увидеть в советском фильме «Москва слезам не верит» в одной из сцен, действие в которых происходит в 1958 году